# 安成洙
安 成洙（アン・ソンス、1984年5月13日 - ）は、大韓民国出身のプロバスケットボール選手である。ポジションはフォワード。滋賀レイクスターズ所属。

## 来歴
サムイル高校で全国大会優勝、朝鮮大学でも主将として全国体育大会準優勝に導く。
その後来日しbjリーグ合同トライアウトを受験、2008年にドラフト全体9位（2巡目）で滋賀レイクスターズ入団。

## 経歴
- サムイル高校 - 朝鮮大学 - 滋賀レイクスターズ（2008年〜）

## 成績
bjリーグ2008-2009シーズン
個人成績
| No | 選手名       | 得点 | 1試合平均得点 | 3P成功率 | 2P成功率 | ダンク数 | フリースロー成功率 | 出場時間 |
| -- | ------------ | ---- | ------------- | -------- | -------- | -------- | ------------------ | -------- |
| 10 | アン・ソンス | 47   | 2.0           | 42.9     | 25.0     | 0        | 0.0                | 103      |